# Jason Quigley
Jason Quigley (Ballybofey, 19 de mayo de 1991) es un deportista irlandés que compite en boxeo.
Ganó una medalla de plata en el Campeonato Mundial de Boxeo Aficionado de 2013 y una medalla de oro en el Campeonato Europeo de Boxeo Aficionado de 2013, ambas en el peso medio.
En julio de 2014 disputó su primera pelea como profesional. En su carrera profesional ha tenido en total 20 combates, con un registro de 19 victorias y una derrota.

## Palmarés internacional
| Campeonato Mundial | Campeonato Mundial  | Campeonato Mundial | Campeonato Mundial |
| Año                | Lugar               | Medalla            | Categoría          |
| ------------------ | ------------------- | ------------------ | ------------------ |
| 2013               | Almaty (Kazajistán) | Medalla de plata   | 75 kg              |
| Campeonato Europeo |                     |                    |                    |
| Año                | Lugar               | Medalla            | Categoría          |
| 2013               | Minsk (Bielorrusia) | Medalla de oro     | 75 kg              |